# Список втрат на Покровському напрямку (2024)
У статті наведено поіменні втрати в боях на Покровському напрямку (2024 рік). 

## Поіменний перелік

### Україна

#### Січень 2024
1. 4 січня 2024 року поблизу м. Мар’їнка Покровського району загинув Віталій Гарань, солдат, командир 2 аеромобільного відділення 1 аеромобільного взводу 14 аеромобільної роти 4 аеромобільного батальйону А4350[1].

#### Лютий 2024
1. 20 лютого 2024 року в районі с. Ласточкине Покровського району загинув Олег Єленич, молодший сержант, бойовий медик 2 стрілецького взводу 1 стрілецької роти[2].

#### Березень 2024
1. 6 березня 2024 року біля н.п.Орлівка Донецької області загинув Дмитро Купчик, молодший сержант, заступник командира бойової машини – навідником оператором 1 механізованого відділення 2 механізованого взводу 2 механізованої роти 2 механізованого батальйону[3].
2. 12 березня 2024 року поблизу с. Бердичі Покровського району в результаті мінометно-артилерійського обстрілу загинув Олександр Пащук, солдат, 47 ОМБр[4].

#### Квітень 2024
1. 3 квітня 2024 року поблизу н.п. Водяне Покровського району загинув Куценко Ярослав Леонідович[5].
2. 6 квітня 2024 року поблизу н.п. Бердичі Покровського району загинув Терешонок Володимир Валерійович[5].
3. 21 квітня 2024 року в с. Очеретине Покровського району загинув Олексій Стахорський, молодший сержант, 100 ОБрТрО[6].
4. 21 квітня 2024 року в с. Очеретине Покровського району загинув Олексій Хоміч, молодший сержант, 100 ОБрТрО[7].
5. 30 квітня 2024 року поблизу н.п. Очеретине Покровського району під час ворожого мінометного обстрілу загинув  Зелененко Олексій Петрович, солдат, стрілець 3-го піхотного відділення 3-го піхотного взводу 1-ої піхотної роти[5].

#### Травень 2024
1. 19 травня 2024 року біля н.п. Новоолександрівка Покровського району внаслідок ракетного обстрілу та скидів з дрона загинув Дмитро Прищепов, молодший сержант, старший оператор розвідувального відділення розвідувального взводу розвідувальної роти[5].
2. 27 травня 2024 року поблизу н.п. Архангельське Покровського району в результаті обстрілу противника загинув Денис Дмитренко, солдат, оператор радіорелейної станції взводу зв’язку роти зв’язку командного пункту польового вузла зв’язку[5].
3. 28 травня 2024 року біля м. Селидове Покровського району загинув Дмитро Прокопчук, командир відділення взводу матеріального забезпечення, молодший сержант[8].

#### Червень 2024
1. 14 червня 2024 поблизу н.п. Максимільянівка Покровського району загинув Віталій Левандовський, 474 ОПБ[9].

#### Липень 2024
1. 17 липня 2024 року поблизу с. Нетайлове Покровського району загинув Максим Бойко, 71 ОЄБр[10].
2. 25 липня 2024 року поблизу с. Калинове загинув Дмитро Черкас[10].
3. 29 липня 2024 року в районі с. Желанне Покровського району загинув Анатолій Козінський, гранатометник, стрілецький спеціалізований батальйон "Шквал"[10].

#### Серпень 2024
1. 4 серпня 2024 року в районі н.п. Максимільянівка загинув Олег Кириченко, солдат-стрілець, помічник гранатометника 2 аеромобільного відділення 3 аеромобільного взводу 3 аеромобільної роти 1 аеромобільного батальйону[11].
2. 15 серпня 2024 року в Покровському районі Донецької області в результаті влучання FPV-дрона росіян в автомобіль українських військових загинув Микола Карабаджак, старший лейтенант, заступник командира зенітної ракетної батареї з озброєння зенітного ракетно-артилерійського дивізіону[12].
3. 19 серпня 2024 року поблизу н.п. Водяне  під час артилерійського обстрілу загинув Олександр Галушка, солдат, навідник гранатометного відділення взводу вогневої підтримки[11].
4. 21 серпня 2024 року поблизу н.п.Гродівка Покровського району загинув Андрій Сукманюк, сержант, командир бойової машини, 14 бригада оперативного призначення Національної Гвардії "Червона калина"[11].
5. 26 серпня 2024 року поблизу н.п. Невельського Покровського районі внаслідок штурмових дій росіян загинув Вадим Соцький - старший навідник бойової машини реактивного артилерійського взводу[3].
6. 27 серпня 2024 року поблизу н.п. Гродівка Покровського району загинув Олександр Мостовенко[3].
7. 27 серпня 2024 року поблизу н.п. Гродівка Покровського району загинув Андрій Байделюк, молодший сержант, командир 1 протитанкового відділення, командиром гранатомета протитанкового взводу в/ч 3028 Західного ОТО Національної гвардії України[3].

#### Вересень 2024
1. 8 вересня 2024 року біля с. Костянтинівка Покровського району Донецької області загинув Жила Микола Іванович — молодший сержант 116-ї окремої бригади територіальної оборони[13].
2. 12 вересня 2024 року у Покровському район загинув 53-річний Олег Іванович Козак. Був призваний до лав Збройних сил України у липні 2024 року[14].
3. 21 вересня 2024 руку, загинув Свістула Андрій, майстер ремонтно-відновлювального батальйону. 53 роки, м. Біла Церква. Поблизу міста Українськ Покровського району.